# Otira summa
Otira summa là một loài nhện trong họ Amaurobiidae.
Loài này thuộc chi Otira. Otira summa được Hugh Davies miêu tả năm 1986.